# SC Weiz
Der Sportclub Weiz ist ein österreichischer Fußballverein aus der Stadt Weiz in der Steiermark. Der Verein spielt in der Regionalliga Mitte, der dritthöchsten Spielstufe Österreichs. Die Vereinsfarben sind grün-schwarz.

## Geschichte

### Zwischen- und Nachkriegszeit
Der Verein wurde 1924 als Fußballsektion des ATuS Weiz gegründet. Nach dem Zweiten Weltkrieg spielte der ATuS Weiz in der Gruppe Ost (3. Klasse der Steiermark) und stieg 1947 als Meister in die 2. Klasse auf. 1950 folgte mit dem Meistertitel in dieser Spielklasse der Aufstieg in die 1. Klasse und 1952 der nächste Aufstieg in die steirische Landesliga. Nach acht Spielzeiten in der Landesliga folgte 1960 der Abstieg in die Unterliga.

### Regionalliga und Fahrstuhljahre
1965 kehrte der ATuS Weiz wieder in die Landesliga zurück. Den bisher größten Erfolg der Vereinsgeschichte feierte der Verein 1970 mit dem Gewinn der Meisterschaft in der drittklassigen Landesliga und dem damit verbundenen erstmaligen Aufstieg in die Regionalliga, der damals zweithöchsten Spielstufe Österreichs. Dort konnte sich die Mannschaft des ATuS Weiz vier Saisonen lang behaupten, bevor 1974 – bedingt durch Einführung der zweistufigen Bundesliga – der Zwangsabstieg in die Landesliga folgte.
Vier Jahre später stieg die Mannschaft in die Unterliga ab und pendelte in den folgenden Jahren zwischen der Unterliga und der Landesliga. 1993 konnte der mittlerweile Sportclub Weiz genannte Verein durch den Meistertitel in die neugeschaffene Oberliga aufsteigen, bevor man 1999 wieder den Aufstieg in die nunmehrige viertklassige Landesliga erreichte. Nach dem Abstieg in der Folgesaison gelang der wiederholte Aufstieg in die vierte Spielklasse im Jahr 2001.

### Wiederaufstieg
Am 8. Juni 2007 schloss der SC Weiz die Landesliga-Saison 2006/07 mit einem Remis gegen den FC Groß-Klein an der ersten Stelle ab, was nach 1970 den abermaligen Aufstieg in die Regionalliga Mitte, die nun die dritthöchste Spielklasse darstellt, bedeutete. In der Saison 2010/11 musste der Verein wieder in Landesliga absteigen.
In der Saison 2013/14 schaffte der SC Weiz es erneut, mit Abstand von elf Punkten zum Zweitplatzierten FC Gleisdorf 09, in die Regionalliga aufzusteigen.